# Renée Soum
Pour les articles homonymes, voir Soum.
Renée Soum, née le 14 février 1940 à Perpignan, est une femme politique française.

## Biographie
Professeur de mathématiques de l'enseignement secondaire, Renée Soum est élue députée des Pyrénées-Orientales en 1981 contre Paul Alduy, alors maire de Perpignan. Elle devient la première femme députée des Pyrénées-Orientales. Elle est réélue en 1986 mais sera battue en 1988. 
Renée Soum a ensuite été candidate aux élections européennes de 2004 dans la région Sud-Ouest (en position non éligible) et aux élections législatives de 2007, recueillant 40,22 % des suffrages exprimés au second tour dans la deuxième circonscription des Pyrénées-Orientales.
Renée Soum a fondé le Groupe d'Études Sociétales et d'Actions (GESA), association ayant vocation à favoriser les échanges et les actions en faveur des valeurs universelles de la République : liberté, égalité, fraternité, solidarité, laïcité.

## Mandats
Député
- 21/06/1981 - 01/04/1986 : députée des Pyrénées-Orientales (1e circonscription)
- 01/04/1986 - 14/05/1988 : députée des Pyrénées-Orientales (Scrutin proportionnel)

## Décorations
- Chevalier de la Légion d'honneur en 2001[4].
  -  Officier de la Légion d'honneur au 13 octobre 2013[5].
  -  Commandeur de la Légion d'honneur au 31 décembre 2020[4],[6].